# Sandvikens folkbibliotek
Sandvikens folkbibliotek består av ett huvudbibliotek beläget i Folkets Hus i centrala Sandviken samt filialbibliotek i kommundelarna Björksätra, Järbo, Storvik, Åshammar och Österfärnebo. 
Huvudbiblioteket är ett av två bibliotek i Sverige som har öppet varje dag året om, även julafton och andra helgdagar. Det andra finns i grannkommunen Gävle.
Sandvikens folkbibliotek samarbetar med biblioteken i Bollnäs, Hofors, Hudiksvall, Ljusdal, Nordanstig, Ockelbo, Ovanåker och Söderhamn i projektet HelGe. I en gemensam mediedatabas kan låntagarna söka och beställa böcker och andra medier från alla bibliotek som ingår i samarbetet.
På Bok- och biblioteksmässan 2010 utsågs Sandvikens Folkbibliotek till  Årets Bibliotek av fackförbundet DIK. Juryns motivering var:
"Sandvikens bibliotek är ett öppet och nyfiket bibliotek som vågar prova sig fram inom många olika områden. Biblioteket tar en viktig plats i samhället och samarbetar med flera olika aktörer på ett nytänkande och inspirerande sätt. Genom generösa öppettider året runt och en aktiv närvaro på sociala medier blir biblioteket alltid tillgängligt. Som huvudbiblioteket samarbetar man även med sina biblioteksfilialer på ett positivt och genomtänkt vis. Biblioteket är väl förankrat i den lokala kulturpolitik som präglas av att endast det bästa är gott nog åt Sandvikens innevånare. Detta är något som biblioteket på ett utmärkt sätt manifesterar."